# Кунцевский район (Москва)
Ку́нцевский райо́н — единица административного деления города Москвы, просущестовавшая с 1969 до 1991 года.

## История
В 1960 году в связи с расширением Москвы в её состав были включены территории бывшего Кунцевского района Московской области, включая город Кунцево и некоторые другие населенные пункты. Эти территории первоначально вошли в состав Киевского района Москвы. Но в 1969 году был образован самостоятельный Кунцевский район города Москвы.
Район просуществовал до 1991 года. В ходе административной реформы эта территория вошла в состав Западного административного округа и была поделена между муниципальными округами «Крылатское», «Кунцево», «Можайский (Южное Кунцево)» и «Фили-Давыдково». В 1995 году они получили статус районов Москвы.

## Население
| 294 299 | 319 594 | 377 853 |